# R-Keeper
r_keeper — торговая марка компании UCS, под которой продаются программное обеспечение и программно-аппаратные комплексы, предназначенные преимущественно для комплексной автоматизации ресторанов.
C 2019 года UCS принадлежала «О2О Холдинг» (совместное предприятие «Сбер» и VK). С 2023 года компания перешла во владение основателям бренда Григорию Гуревичу и Евгению Малахову.

## История
Разрабатывается российской компанией «UCS» с 1992 года.
На данный момент (март 2024) актуальной является версия r_keeper 7.07. Широко распространена предыдущая версия системы — r_keeper v6. В 2007 году r_keeper занимал 34 % рынка автоматизации ресторанов, автоматизировав более 9500 ресторанов. В апреле 2009 года было автоматизировано 15 тыс. ресторанов. По данным разработчика на лето 2011 года, r_keeper установлен более чем в 20 тыс. ресторанах, кафе, ресторанах типа «фастфуд», клубах и развлекательных центрах в 30 странах мира, а по данным на начало 2021 года r_keeper используют более 65 тыс. ресторанов в 53 странах мира. По заявлению генерального директора Дарьи Разумовской, к сентябрю 2024 года компания вышла на показатели более 70 тыс. заведений.
В сфере ресторанного бизнеса это название стало нарицательным, многие работники называют любые программы автоматизации ресторанов r_keeper-ами. Работе в системе r_keeper обучают в различных учебных заведениях
В конце 2015 года разработчик r_keeper компания UCS вступила в стратегический альянс c группой компаний Rambler&Co, продав ей 50% доли в своем уставном фонде.
В 2019 году основатели системы автоматизации ресторанов r_keeper Григорий Гуревич и Евгений Малахов вышли из бизнеса. Следующие три года они наблюдали за развитием актива со стороны. А в марте 2023 года выкупили r_keeper у его последнего владельца, компании VK.

## Платформы
Фронт-офис системы предполагает использование POS терминалов на базе x86-совместимых компьютеров. Доступны DOS и Windows версии. Клиентская часть кассовой системы r_keeper v7 может работать под Linux (через Wine). Могут использоваться блокноты официантов на платформе Наладонных компьютеров с операционной системой Windows Mobile. C 2011 года в качестве платформы для блокнотов используется iOS. В декабре 2012 года добавлена поддержка iPOD 5-го поколения. С 2015 года также добавлена поддержка Android устройств (Android 4.4.x) для использования блокнотов официанта с пятидюймовым дисплеем или более. Бэк-офис использует Windows или Linux платформу.

## Состав
Как правило, под термином r_keeper подразумевают семейство программных продуктов. Помимо кассы в экосистему r_keeper входят программные модули для решения повседневных задач кухни, зала, склада и бухгалтерии ресторана. Учет товародвижения, работа с технологическими и калькуляционным картами ведется в модуле StoreHouse. Для настройки программ лояльности используется r_keeper Loyalty. Для управления отчетностью и настройками заведения предназначен модуль r_k WebManager. Мобильное приложение для официантов r_keeper Waiter разработано для организации работы с приемом заказа без использования кассовой станции (у столика гостя). Также существуют модули для организации доставки (r_keeper Delivery), контроля за процессом приготовления (r_keeper KDS) и другие.
Для анализа можно применять как встроенные отчеты (в том числе на основе OLAP-технологии) так и выполнять экспорт во внешние системы. В r_keeper v7 данные доступны через SQL-запросы.